# Українці Білорусі

Пам'ятник Тарасові Шевченку в Гомелі (2004) — подарунок України

Українці Білорусі — відносно велика етнічна група українців, що мешкають у Білорусі. Перепис 1989 року нарахував 291 008 українців у Білорусі. Перепис 1999 — 237 014 українців. Згідно з останнім переписом населення, який відбувся у 2009 році, кількість українців становила 158,7 тис. осіб. Найбільша концентрація українців (40 тис., або 2,9 % населення) характерна для Берестейської області. Найбільша у країні частка українців зафіксована у Кам'янецькому (7,4 %), Малоритському (7,2 %), Берестейському (6,9 %), Кобринському (4,5 %), Жабинківському (4,3 %) районах та у місті Берестя (4,2 %).

## Історія
28 березня 1917 року у Мінську відбувся український мітинг. У ньому взяло участь близько 1000 осіб. Було ухвалено одноголосні резолюції про автономію України та перетворення Російської імперії на демократичну республіку.[джерело?]
На цих зборах утворено виконавчий комітет української організації у Мінську: Симон Петлюра (голова), О. Яната (писар), Конощенко (скарбник), Володимир Кавердинський, Авраменко, Березовський, Довгий, Янченко.
Виділяють діаспорних і автохтонних українців. Автохтонні українці живуть в Гомельській області і на Берестейщині. В 1926 році в Комаринському і Наровлянському районах (тепер Брагинський і Наровлянський райони Гомельської області) українці становили 16,2 % і 13,1 % населення. В 1927-37 роках тут зорганізовано шість українських національних сільрад.
Корінне населення Берестейського регіону дослідники другої половини XIX століття відносили до українського, яке розмовляло «малороссийским наречием». Так, згідно з переписом 1897 року, у Гродненській губернії нараховувалось 362,5 тис. українців, що становило 22,6 % всього населення губернії. Українці складали абсолютну або відносну більшість населення у повітах:
- Берестейському — 140 561 — 64,4 %
- Кобринському — 146 789 — 79,6 %
- Більському — 64 256 — 39,1 %

Рідна мова населення Поліського воєводства Польщі за переписом 1931 р.
- Тутейша — 62 %
- Польська — 14 %
- Їдиш — 10 %
- Білоруська — 6 %
- Українська — 5 %
- Російська — 2 %

## Розселення та динаміка чисельності
|  |

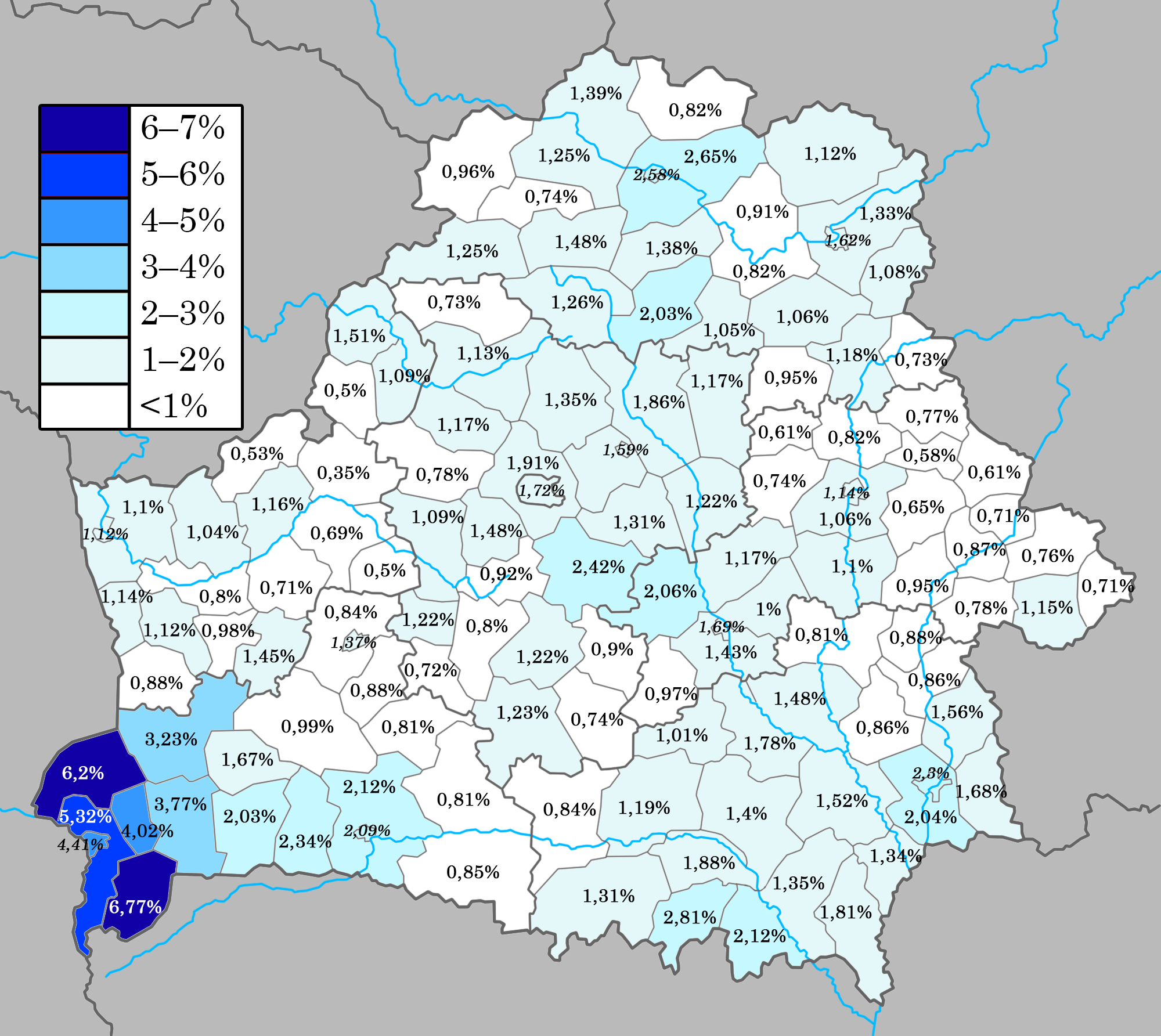
Українці в Білорусі за даними перепису 2019 року

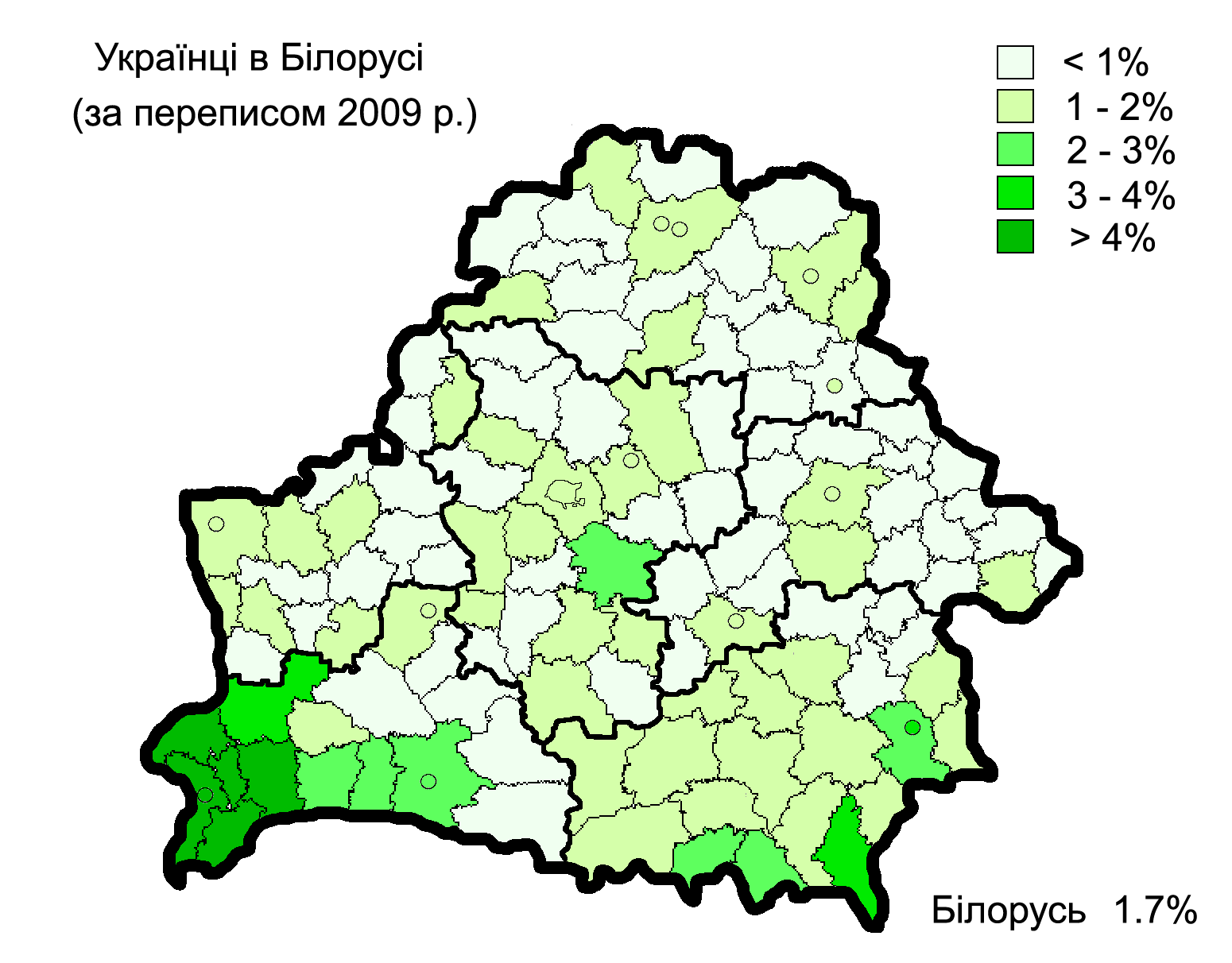
Українці в Білорусі за даними перепису 2009 року

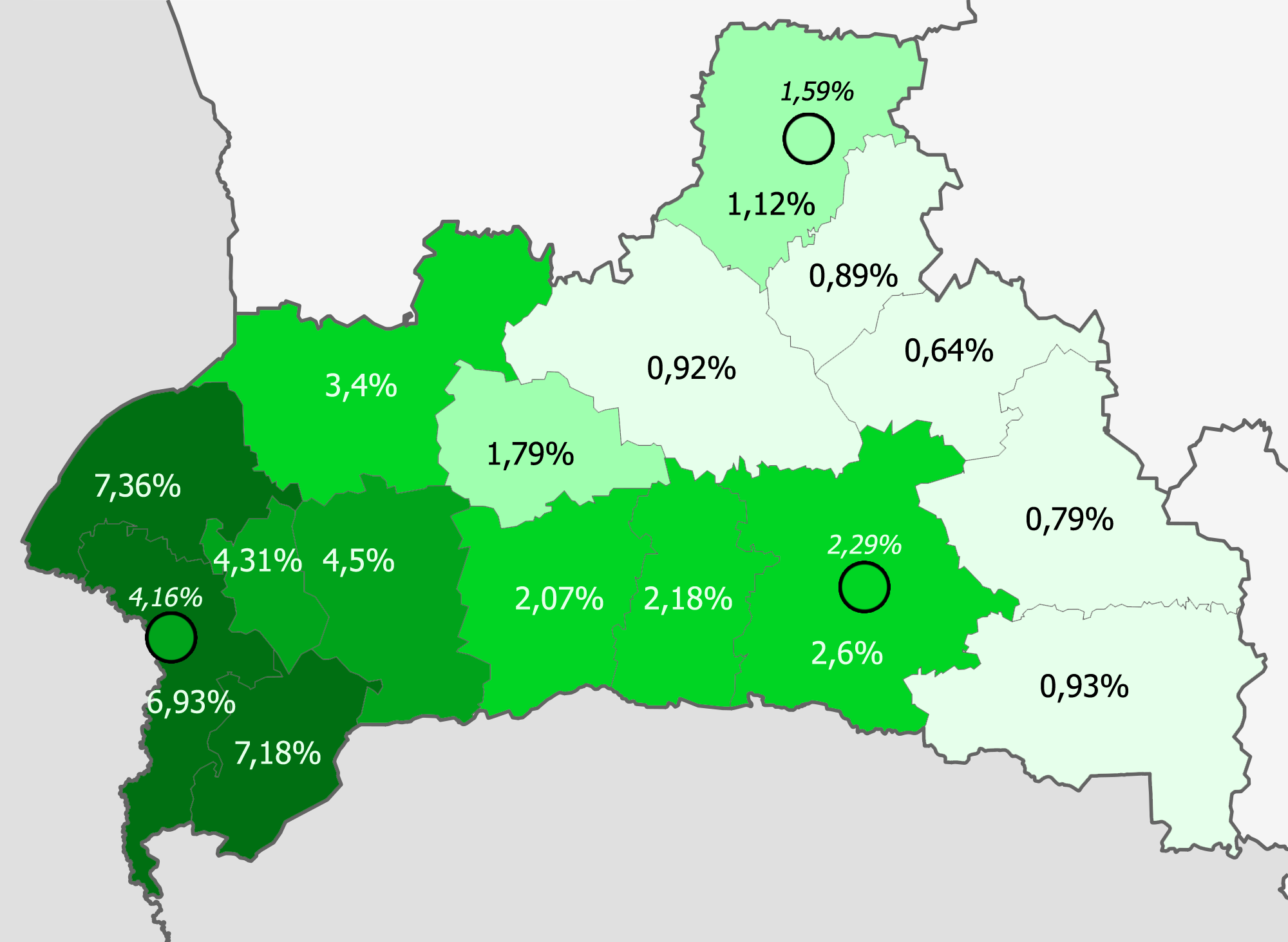
Українці в Берестейській області за даними перепису 2009 року

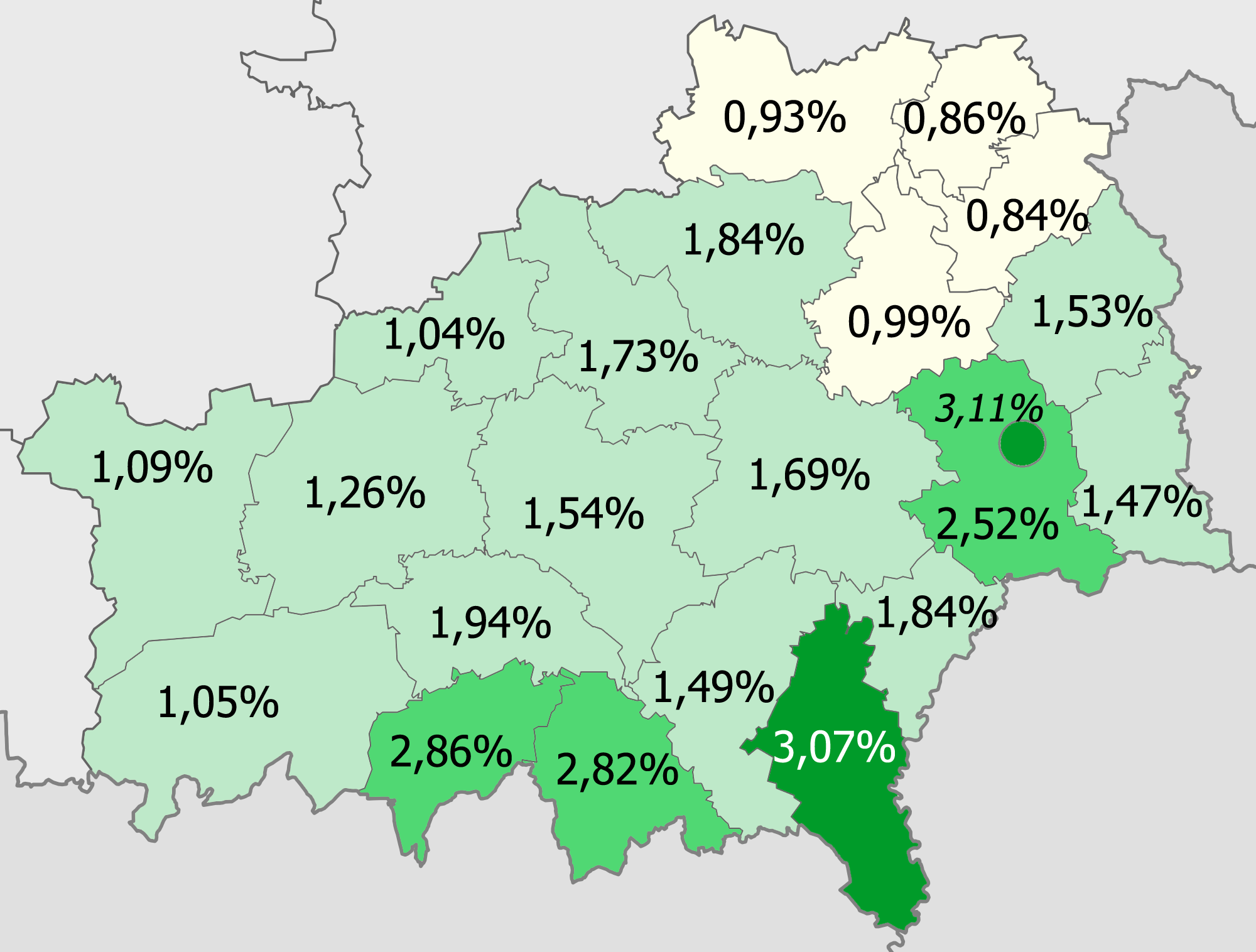
Українці в Гомельській області за даними перепису 2009 року

Динаміка чисельності українського населення у Білорусі за даними переписів:
- 1897 — 311 145 — 4,79 %[6] (за рідною мовою)[7]
- 1959 — 133 061 — 1,65 %
- 1970 — 190 839 — 2,12 %
- 1979 — 230 985 — 2,42 %
- 1989 — 291 008 — 2,87 %
- 1999 — 237 014 — 2,36 %
- 2009 — 158 723 — 1,67 %[8]
- 2019 — 159 656 — 1,70 %[9]

Динаміка чисельності українців у регіонах Білорусі
|              | 1959    | 1959   | 1989    | 1989   | 2009    | 2009   |
| Берестейська | 25 729  | 2,18 % | 60 644  | 4,19 % | 40 046  | 2,86 % |
| Вітебська    | 11 636  | 0,91 % | 26 148  | 1,85 % | 14 557  | 1,18 % |
| Гомельська   | 33 289  | 2,44 % | 68 600  | 4,11 % | 30 920  | 2,15 % |
| Гродненська  | 12 004  | 1,11 % | 23 401  | 2,01 % | 14 983  | 1,40 % |
| Мінська      | 15 654  | 1,06 % | 29 577  | 1,88 % | 17 745  | 1,25 % |
| Могильовська | 16404   | 1,39 % | 29 394  | 2,30 % | 13 110  | 1,19 % |
| м. Мінськ    | 18 345  | 3,60 % | 53 244  | 3,31 % | 27 362  | 1,49 % |
| Білорусь     | 133 061 | 1,65 % | 291 008 | 2,87 % | 158 723 | 1,67 % |

У сучасній Білорусі українське населення, зазвичай, записується білорусами, хоч відносна частка українців у сучасних Брестській і Гомельській областях Білорусі вища, ніж у країні загалом і сягає 3-4 % населення, а в центральних і північних районах вона становить менше, ніж 1 %.
Найчисельніша українська громада мешкає в околиці міста Кобринь Брестської області. У середньому українська меншина в Білорусі в соціальному відношенні вища від середнього рівня населення республіки. Так, на кожну 1 тис. осіб, за переписом 1999 року, вищу освіту мали серед білорусів — 120, серед росіян — 261, серед поляків — 89, серед українців — 221, серед євреїв — 405 осіб.
Список районів Білорусі, де українці складають понад 4 % всього населення за переписом населення 2009 року:
| Район         | Область      | %    |
| ------------- | ------------ | ---- |
| Кам'янецький  | Берестейська | 7,36 |
| Малоритський  | Берестейська | 7,18 |
| Берестейський | Берестейська | 6,93 |
| Кобринський   | Берестейська | 4,50 |
| Жабинківський | Берестейська | 4,31 |
| м. Берестя    | Берестейська | 4,16 |

Сільські ради Білорусі, у яких українці становлять понад 10 % населення за переписом 2009 року:
| Сільська рада               | Район               | Область              | Осіб | Відсоток |
| --------------------------- | ------------------- | -------------------- | ---- | -------- |
| Комаринська сільська рада   | Брагінський район   | Гомельська область   | 159  | 22,24 %  |
| Біловезька сільська рада    | Кам'янецький район  | Берестейська область | 396  | 17,21 %  |
| Хотиславська сільська рада  | Малоритський район  | Берестейська область | 374  | 17,03 %  |
| Каленковицька сільська рада | Кам'янецький район  | Берестейська область | 179  | 14,90 %  |
| Хойновська сільська рада    | Пінський район      | Берестейська область | 190  | 14,22 %  |
| Вовчинська сільська рада    | Кам'янецький район  | Берестейська область | 298  | 13,93 %  |
| Томашівська сільська рада   | Кам'янецький район  | Берестейська область | 328  | 13,59 %  |
| Ратайчицька сільська рада   | Кам'янецький район  | Берестейська область | 163  | 12,77 %  |
| Яковчицька сільська рада    | Жабинківський район | Берестейська область | 159  | 11,96 %  |
| Пелищенська сільська рада   | Кам'янецький район  | Берестейська область | 211  | 11,30 %  |
| Огородницька сільська рада  | Кам'янецький район  | Берестейська область | 156  | 11,12 %  |
| Видомлянська сільська рада  | Кам'янецький район  | Берестейська область | 267  | 10,91 %  |
| Хідринська сільська рада    | Кобринський район   | Берестейська область | 464  | 10,52 %  |
| Войська сільська рада       | Кам'янецький район  | Берестейська область | 213  | 10,47 %  |

## Мова
Мовна близькість з росіянами і білорусами, русифікація суспільного життя в сучасній Білорусі створює легкі передумови асиміляції українців у білоруському середовищі, але не білорусизації, а власне русифікації, провідником якої є сам Президент цієї держави. Якщо у 1989 році 38 % українців Білорусі називали рідною російську мову, то у 2009 — вже 61,2 %.
| Регіон               | Українська | Російська | Білоруська | Інша/не вказали |
| -------------------- | ---------- | --------- | ---------- | --------------- |
| Берестейська область | 39,3 %     | 51,5 %    | 7,9 %      | 1,3 %           |
| Вітебська область    | 26,5 %     | 66,7 %    | 5,8 %      | 1,0 %           |
| Гомельська область   | 26,7 %     | 62,5 %    | 9,1 %      | 1,7 %           |
| Гродненська область  | 23,4 %     | 64,0 %    | 11,2 %     | 1,4 %           |
| м. Мінськ            | 23,8 %     | 67,9 %    | 5,4 %      | 2,9 %           |
| Мінська область      | 28,7 %     | 60,8 %    | 8,8 %      | 1,7 %           |
| Могильовська область | 26,2 %     | 65,0 %    | 7,5 %      | 1,3 %           |
| Білорусь             | 29,2 %     | 61,2 %    | 7,9 %      | 1,7 %           |

За даними перепису 2019, українська мова була рідною для 46 386 українців (29,1 % від їхньої загальної чисельности), білоруська — для 13 153 (8,2 %), російська — для 99 596 (62,4 %). Українською вдома розмовляли 6 313 українців (4,0 %), білоруською — 10 368 (6,5 %), російською — 142 243 (89,1 %).

## Культурне життя
Українські громадсько-культурні об'єднання активно діють у Бересті: Тут виходили українські газети «Голос Берестейщини» і «Берестейський край». Існувала низка товариств, таких як
- Українське громадсько-культурне об'єднання Берестейської області ,
- «Просвіта Берестейщини» ім. Тараса Шевченка,
- Культурно-освітня єдність українців «Полісся».

Діють Науково-педагогічна спілка «Берегиня» та «Український Дім».
Державні чинники сучасної Білорусі, у тому числі Міністерство культури, дуже вразливо ставляться до виявів українського громадського і культурного життя на Берестейщині
В республіці діє Білоруська асоціація українців «Ватра». До нього входить кілька громад: «Обрії» в м. Колодищі, Товариство українців «Заповіт» також у Мінськ, громадське об'єднання «Центр української культури „Січ“» Мінськ, культурно-просвітницьке Товариство «Краяни» у Мінській області, «Верховина» у м. Гомель, «Дніпро» у м. Могильов, «Радислав» у м. Вітебськ, Гроденське культурно-освітне об'єднання «Барвінок» у м. Гродно. Виходить газета «Українець в Білорусі».
У 2009 році в Мінську проводився фестиваль сучасної культури «Перелаз».